# Selaginella tomentosa
Selaginella tomentosa är en mosslummerväxtart som beskrevs av Antoine Frédéric Spring. Selaginella tomentosa ingår i släktet mosslumrar, och familjen mosslummerväxter. Inga underarter finns listade i Catalogue of Life.